# Hannibal (tv-serie)
 For alternative betydninger, se Hannibal (flertydig). (Se også artikler, som begynder med Hannibal)
Hannibal er en amerikansk thriller tv-serie udviklet af Bryan Fuller for NBC. Serien er baseret på figurer og elementer, der optræder i romanen Red Dragon af Thomas Harris og fokuserer på det spirende forhold mellem FBI special efterforsker Will Graham og Dr. Hannibal Lecter, en retsmedicinsk psykiater bestemt til at blive Graham mest snedige fjende. David Slade har produceret og instrueret pilotafsnittet. Serien havde premiere på NBC den 4. april 2013.
Hver episode er opkaldt efter et element i det franske køkken.
I Danmark sendes Hannibal på Kanal 5.

## Rolleliste

### Hovedpersoner
- Hugh Dancy som Will Graham, en begavet kriminel profiler og jæger af seriemordere.
- Mads Mikkelsen som dr. Hannibal Lecter, en strålende retsmedicinsk psykiater og kannibalistiske seriemorder.
- Caroline Dhavernas som Dr. Alana Bloom, professor i psykologi og konsulent profiler for FBI.
- Hettienne Park som Beverly Katz, crime scene investigator med speciale i fiber analyse.
- Laurence Fishburne som Jack Crawford, leder af Behavioral Sciences ved FBI og Grahams chef.
- Scott Thompson som Special Agent Dr. Jimmy Price, crime scene investigator med speciale i latente fingeraftryk.
- Aaron Abrams som Special Agent Brian Zeller, crime scene investigator.

### Andre roller
- Kacey Rohl som Abigail Hobbs, datter af Garrett Jacob Hobbs og medskyldig i seriemorder, Abigail udvikler et kompliceret far - datter forhold med Lecter. (Sæson 1-2)
- Vladimir Cubrt som Garrett Jacob Hobbs, en seriemorder kendt som Minnesota Tornskade. (Sæson 1)
- Lara Jean Chorostecki som Fredricka "Freddie" Lounds, en tabloid blogger, der kører true crime website TattleCrime. (Sæson 1 -nu)
- Raúl Esparza som Dr. Frederick Chilton, administrator af Baltimore State Hospital for sindssyge forbrydere. (Sæson 1-2)[3]
- Gillian Anderson som dr Bedelia Du Maurier, Lecter psykoterapeut, der engang var på mystisk vis blev overfaldet af en af Lecter patienterne. (Sæson 1 -nu)
- Eddie Izzard som dr Abel Gideon, en kirurg institutionaliseret for at dræbe hans familie, som ledes til at tro, at han er den Chesapeake Ripper af Dr. Chilton. (Sæson 1-2)
- Anna Chlumsky som Miriam Douglass, en FBI- praktikant og elev af Jack. Hun forsvandt på mystisk vis under Chesapeake Ripper sagen. (Sæson 1 -nu)
- Gina Torres som Phyllis "Bella" Crawford, Jack Crawfords kone, som lider af terminal lungekræft. (Sæson 1 -nu)
- Cynthia Nixon som Kade Prurnell, en investigator for Office of Inspector General. (Sæson 2)
- Katharine Isabelle som Margot Verger, en patient af Dr. Lecter, der har lidt årlangt misbrug i hænderne på her tvillingebror. (Sæson 2)
- Michael Pitt som Mason Verger, Margot s sadistiske tvillingebror, der ikke helt se øje -til -øje med Dr. Lecter. (Sæson 2)

## Udvikling
NBC begyndte at udvikle serien i 2011, og Katie O'Connell tog sin ven Bryan Fuller (der tidligere har været forfatter-producer på NBC's serien Heroes) ind i skriveprocessen til et manuskript pilotafsnit i november samme år. NBC gav serien en finansiel forpligtelse, inden Fuller havde afsluttet sit manuskript for dette første afsnit. Den 14. november 2012 indgik NBC i skrivefasen for udviklingen af pilotafsnittet og man besluttede, at give seriens første sæson 13 episoder – udelukkende baseret på at man havde tiltro til at Fullers manuskript var godt nok. Derefter gik serien i produktion.
Instruktøren af 30 Days of Night og The Twilight Saga: Eclipse, David Slade der tidligere havde instrueret et pilotafsnit for NBC's serie Awake blev valgt til at producere pilotafsnittet. José Andrés blev taget ind i projektet som en særlig "kulinarisk kannibalkonsulent", og rådgav filmholdet om måden, hvorpå man kan procedure og tilberede menneskekød.
Bryan Fuller drøftede seriens begrænsede episoder og fortsatte historien han forestillede sig for seriens videre forløb. "Ved at lave en 'kabel-model' på net-tv giver det os muligheden for ikke at spilde tiden med vores historiefortælling." Specifikt om Hannibal Lecters karakter sagde Fuller: "Der er et muntert gemyt ved vores Hannibal. Han bliver ikke portrætteret som en skurk. Hvis publikum ikke vidste, hvem han var, ville de ikke se det komme. Hvad vi har med at gøre er Alfred Hitchcocks princip om spænding – at vise publikum bomben under bordet og lade dem svede når det siger bang". Han kalder forholdet mellem Graham og Lecter for "en kærlighedshistorie": "Som Hannibal har sagt [til Graham] i et par af de film, 'Du er en meget mere som mig, end du er klar over". Vi kommer til bunds i, hvad det betyder i løbet af de første to sæsoner. Fuller erklærede også, at serien vil tilpasse Harris bøger, med Red Dragon er der materiale til fire sæsoner, og han vil gerne have andre af de kendte figurer fra bogen med i serien (såsom Jame Gumb og Clarice Starling), forudsat at han kan få rettigheder til det fra MGM.

## Episoder
| Sæsoner | Sæsoner | Episoder | Originalt vist   | Originalt vist   |
| Sæsoner | Sæsoner | Episoder | Første gang vist | Sidste gang vist |
| ------- | ------- | -------- | ---------------- | ---------------- |
|         | 1       | 13       | 4. april 2013    | 20. juni 2013    |
|         | 2       | 13       | 28. februar 2014 | 23. maj 2014     |
|         | 3       | 13       | 4. juni 2015     | 29. august 2015  |